# 広島県道447号始終森線
広島県道447号始終森線（ひろしまけんどう447ごう ししゅうもりせん）は、広島県庄原市を通る一般県道である。

## 概要
庄原市東城町帝釈始終から庄原市東城町森に至る。

### 路線データ
- 起点：庄原市東城町帝釈始終（広島県道26号新市七曲西城線交点）
- 終点：庄原市東城町森（国道314号交点、広島県道57号東城西城線起点）
- 総延長：5.6 km

## 地理

### 通過する自治体
- 庄原市

### 交差する道路
| 交差する道路                                  | 交差する場所   | 交差する場所 |
| --------------------------------------------- | -------------- | ------------ |
| 広島県道26号新市七曲西城線                    | 東城町帝釈始終 | 起点         |
| 広島県道57号東城西城線 重複区間起点           | 東城町川鳥     |              |
| 国道314号 広島県道57号東城西城線 重複区間終点 | 東城町森       | 終点         |

### 沿線
- 国広山（起点付近）